# Marsa (esposa de Promoto)
Marsa  foi uma nobre bizantina do começo do século V, ativa durante o reinado do imperador Arcádio (r. 395–408). Era esposa de Promoto, de quem já era viúva quando é citada pela primeira vez. Em 404, era uma mulher rica e uma importante oponente do patriarca João Crisóstomo (r. 398–404) em Constantinopla. Se sabe que confederou com Castrícia e Eugráfia.